# Diamerus hispidus
Diamerus hispidus is een keversoort uit de familie snuitkevers (Curculionidae). De wetenschappelijke naam van de soort werd in 1832 gepubliceerd door Johann Christoph Friedrich Klug.